# Daniele Pietropolli
Daniele Pietropolli (Bussolengo, 11 luglio 1980) è un ex ciclista su strada italiano, professionista dal 2003 al 2013.

## Carriera
Tra i dilettanti gareggia per tre anni con la Zalf-Désirée-Fior, trascorrendo anche alcuni mesi del 2001 come stagista alla Fassa Bortolo. Professionista dal 2003, sin dai primi anni si è sempre piazzato nelle prime posizione nelle classiche italiane. Ha corso dal 2003 al 2007 nella Tenax di Fabio Bordonali. Nel 2003 e 2004 ha anche preso parte al Giro d'Italia, senza risultati di rilievo. Nel 2005 la sua stagione si è interrotta ad aprile a causa di problemi fisici. Nel 2006 ha ottenuto due secondi posti, di cui uno al Gran Premio Industria e Artigianato di Larciano dietro a Damiano Cunego, suo ex compagno di squadra nei dilettanti alla Zalf.
Il 13 febbraio 2008 ha vinto allo sprint la terza tappa del Giro della Provincia di Reggio Calabria, davanti a Baden Cooke e Maximiliano Richeze, aggiudicandosi anche la classifica finale. Ha ripetuto un simile exploit un anno dopo, quando si è aggiudicato l'ultima tappa e la vittoria finale al Giro della Provincia di Grosseto, e la classifica finale della Settimana Ciclistica Lombarda.
All'inizio del 2010 ha lasciato la disciolta LPR Brakes-Farnese Vini e si è accasato alla Lampre-Farnese Vini, formazione UCI ProTour. L'anno dopo, nel 2011, è tornato al successo aggiudicandosi, tra gennaio e febbraio, una tappa e la classifica finale del Giro della Provincia di Reggio Calabria (seconda vittoria dopo quella nel 2008), e il Trofeo Laigueglia.

## Palmarès
- 2002 (Zalf-Désirée-Fior Under-23)

Trofeo ZSŠDI
- 2008 (LPR Brakes-Ballan, due vittorie)

3ª tappa Giro della Provincia di Reggio Calabria (Chiaravalle Centrale >  Reggio Calabria)
Classifica generale Giro della Provincia di Reggio Calabria
- 2009 (LPR Brakes-Farnese Vini, tre vittorie)

3ª tappa Giro della Provincia di Grosseto (Castiglione della Pescaia > Massa Marittima)
Classifica generale Giro della Provincia di Grosseto
Classifica generale Settimana Ciclistica Lombarda
- 2011 (Lampre-ISD, tre vittorie)

1ª tappa Giro della Provincia di Reggio Calabria (Melito di Porto Salvo >  Catanzaro)
Classifica generale Giro della Provincia di Reggio Calabria
Trofeo Laigueglia

### Altri successi
- 2009 (LPR Brakes-Farnese Vini)

1ª tappa Settimana Ciclistica Lombarda (Brignano Gera d'Adda, cronosquadre)

## Piazzamenti

### Grandi Giri
- Giro d'Italia

2003: 67º
2004: 80º
2008: 57º
2009: 94º
2012: 91º
2013: 80º
- Vuelta a España

2010: 61º

### Classiche monumento
- Milano-Sanremo

2013: 75º
- Giro di Lombardia

2013: ritirato